# ふわふわペルシャじゅうたん
ふわふわペルシャじゅうたんは、吉本興業主催の若手お笑いライブ。

## レギュラー出演者
- 笑福亭笑助
- まさむね
- ワンドロップ
- エクステンション
- 飯能BBQ
- メルヘン倶楽部
- ジョイマン － 多忙のためなかなか出演していない。

毎回レギュラーが1組ずつ代わってMCをする。たまにゲストが来ることもある。

## 料金
前売り900円、当日1000円。出演者が置きチケをしている。

## 時間
開場18:30、開演19:00。終了時間はたいてい21:00ごろ。

## 場所
開催場所は不特定な時もあったが、その後、主に東京都中野区のStudio twlで行われている（twlでは吉本主催のライブではもう一本『雅天芸渦』も行われている）。